# 戸川幸夫

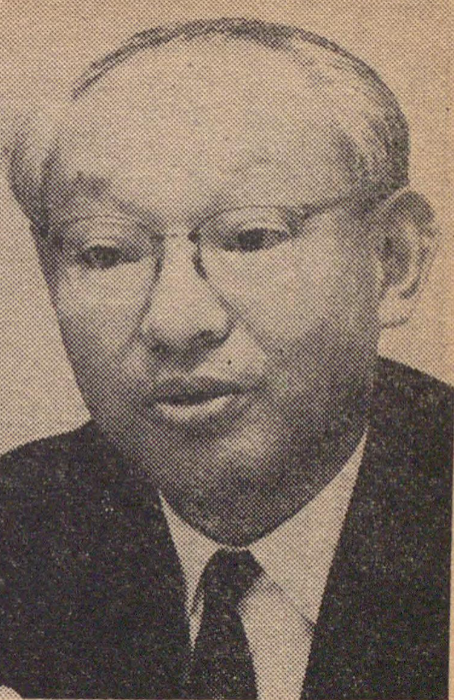
戸川幸夫

戸川 幸夫（とがわ ゆきお、1912年（明治45年）4月15日 - 2004年（平成16年）5月1日）は、日本の小説家、児童文学作家。動物に関する正しい観察・知識を元にして動物文学を確立させ、日本においては椋鳩十と並ぶ第一人者（特に闘犬に関する作品が多い）。
それまでは噂のみの存在だったイリオモテヤマネコの標本を今泉吉典にもたらし、新種発見に大きく貢献したことでも知られる。ルポルタージュ、戦記物語などの作品もある。漫画原作を手がけたこともある。

## 生涯
佐賀市に生まれ、1歳の時に、医師で、またハンターでもあった戸川益勇の養子となる。10歳までは福岡県若松市及び八幡市(いずれも現・北九州市)で育つ。幼少から動物好きで、動物学者になることを志し、動物に関する本を耽読した。父の仕事の都合で東京に移り、私立高千穂中学を卒業。東北大学古生物学科を目指して、旧制山形高等学校に入学、この頃に独自に山犬について調査、その後健康を害して中退。1937年（昭和12年）に東京日日新聞（現・毎日新聞）に入社し社会部記者となり、中国特派員、海軍報道班員として各地に従軍する。報道班員当時、大西瀧治郎に「特攻によって日本はアメリカに勝てるのですか」と問うと「勝てないまでも負けないということだ」という返答したという話や、「二千万人死ななきゃダメだ」と答えたという話が伝わる。大西が戸川にこのようなことを言っていたのは、「徹底抗戦」のメッセージを発信しアメリカに向けて「和平」を求めようとしたからではないかという見方がある。
戦後はサン写真新聞社に出向、その後東京日日新聞社会部長、毎日グラフ編集次長を務める。
1953年（昭和28年）に長谷川伸の主催する新鷹会に参加し小説執筆を学び、翌1954年（昭和29年）にかつて飼育していた高安犬との交流を描いた動物小説「高安犬物語」で直木賞を受賞、わが国初の本格的な動物文学と呼ばれた。次いで新聞社を退職して作家生活に入り、動物に関する深い造詣と取材による『牙王物語』（1956年（昭和31年））、『諸国猟人伝』（1959年（昭和34年））、『動物風土記』（1961年（昭和36年））などを発表する。他に軍記もの、社会小説、時代小説、記録文学、児童文学などの作品を執筆。1961年（昭和36年）にオーストリアのパウル・ネフ社の動物短編アンソロジーに、鷹と鷹匠を描く「爪王」が収録された。
1962年（昭和37年）『子どものための動物物語』で、サンケイ児童出版文化賞を受賞。また実地調査に基づくノンフィクションとして『野性への旅』（1961年（昭和36年） - 1966年（昭和41年））、『すばらしい動物の世界』（1972年（昭和47年））なども刊行。1965年（昭和40年）3月、本土復帰前の沖縄でイリオモテヤマネコの標本を入手。これがイリオモテヤマネコ発見のきっかけとなった。
1977年（昭和52年）『戸川幸夫動物文学全集』で「日本文学に動物文学という新しいジャンルを開き、独自の高峰をうちたてた」として芸術選奨文部大臣賞受賞。1980年（昭和55年）紫綬褒章受章。1985年（昭和60年）児童文化功労者。1986年（昭和61年）勲三等瑞宝章を受章。 
日本動物愛護協会、世界野生生物保護基金日本委員会、エルザ自然保護の会、サバンナ・クラブ（東アフリカ友の会）の役員を勤めた。空手家としては、船越義珍と船越義豪に師事し、1958年に再発足した日本空手道松濤會に参画した。
次女の戸川久美は特定非営利活動法人トラ・ゾウ保護基金（JTEF）理事長として、野生のトラ、アジアゾウ、アフリカゾウ、イリオモテヤマネコを保護する活動を行っている。従弟に多岐川恭がいる。
1971年（昭和46年）、戸川の弟子の平岩弓枝が脚本を担当していた「肝っ玉かあさん・第3シリーズ」にゲスト出演（本人を思わせる戸並先生役で特別出演）。1978年（昭和53年）9月、「牙王物語」が「大雪山の勇者 牙王」のタイトルでテレビアニメ化され、フジテレビ系で放送された。

## 著書
- 『伝説パトロール』（駿河台書房） 1952
- 『東京伝説めぐり』（駿河台書房） 1952
- 『特ダネ選手』（鱒書房・ニュースマン・シリーズ） 1952
- 『咬ませ犬』（角川小説新書） 1956、のち文庫
- 『かもしか学園』（東京創元社） 1956
- 『高安犬物語』（新潮社、小説文庫） 1956、のち文庫、ランダムハウス講談社文庫
- 『動物愛情物語』（文陽社） 1956
- 『日本動物誌』（文芸春秋新社） 1956、のち角川文庫
- 『武豪列伝』（大日本雄弁会講談社、ロマン・ブックス） 1956
- 『山の動物たち』（鱒書房） 1956
- 『ヨコハマ 長篇小説』（現代社、現代新書） 1956
- 『消えた乳房 名犬トリス特ダネ帳』（角川小説新書） 1957
- 『牙王物語』（角川書店） 1957 - 1958、のちソノラマ文庫、講談社文庫
- 『赤い十字路』（光風社） 1958
- 『暗殺者 近代日本暗殺史』（六興出版部） 1958
- 『かけだし記者』（和同出版社） 1958
- 『翳ある落日』（東都書房） 1958
- 『悲しき獣』（六興出版部） 1958
- 『新聞記者呆助物語』（和同出版社） 1958
- 『隊長と犬係りと橇犬たち』（講談社、ロマン・ブックス） 1958
- 『挑戦』（文芸評論新社） 1958
- 『奈落の恋人』（和同出版社） 1958
- 『ミイラの招待』（和同出版社） 1958
- 『海の非常線』（光文社） 1959
- 『鬼の指紋』（和同出版社） 1959
- 『銀座やぶしらず』（光書房） 1959
- 『グォロツキィ』（新創社） 1959
- 『山岳巨人伝』（光文社） 1959、のち徳間文庫
- 『諸国猟人譚』（文芸春秋新社） 1959
- 『戦国悪党伝』（光文社） 1959年、のち徳間文庫
- 『武四郎探検譚』（講談社） 1959
- 『あすなろ学園』（秋元書房） 1960
- 『オホーツク老人』（新潮社） 1960、のちランダムハウス講談社文庫
- 『かもしか学園』（刀江書院、少年少女現代文学傑作選集） 1960
- 『雲を追う男』（光風社） 1960
- 『孤独の吠え声』（新潮社） 1960、のち講談社文庫
- 「動物風土記」全3巻（角川書店） 1960 - 1961
  - 『氷海に生る』
  - 『サーカスの風』
  - 『黄色い嵐』
- 『愛犬放浪記』（東都書房） 1961
- 『鴎と銃弾』（光風社） 1961
- 「野性への旅」全5巻（新潮社） 1961 - 1966
  - 『知床半島』
  - 『マタギ - 狩人の記録』
  - 『下北と都井』
  - 『マタウンパ』
  - 『原始の島』
- 『野性の友だち』（東都書房） 1961
- 『悲しき太平洋』（講談社） 1963
- 『熊犬物語』（偕成社、ジュニア版日本文学名作選） 1964
- 『昭和快人録 知られざる戦史』（秋田書店、サンデー新書） 1964
- 『あざらしのおやこ』（ポプラ社、どうぶつおはなし絵本） 1966
- 『オオカミ犬物語』（偕成社、新日本児童文学選） 1966、のち文庫
- 『きんいろのみつばち』（ポプラ社、どうぶつおはなし絵本） 1966
- 『日本かく戦えり』（冬樹社） 1966
- 『はしれシロ』（ポプラ社、どうぶつおはなし絵本） 1966
- 「子どものための動物物語」全15巻（国土社） 1967 - 1969
  - 『高安犬物語』
  - 『土佐犬物語』
  - 『くだけた牙』
  - 『ノスリ物語』
  - 『政じいとカワウソ』
  - 『荒馬物語』
  - 『野犬物語』
  - 『ひれ王』
  - 『吾妻の白サル神』
  - 『秋田犬物語』
  - 『牙王物語（上）』
  - 『牙王物語（下）』
  - 『かもしか学園』
  - 『きいろい嵐』
  - 『爪王』
- 『侍志願』（人物往来社、歴史小説選書） 1967
- 『動物のアフリカ』（講談社、原色写真文庫） 1967
- 『乃木と東郷』（読売新聞社） 1967、のち角川文庫、PHP文庫
- 『のら犬物語』（金の星社、新児童文学名作シリーズ） 1967、のちフォア文庫
- 『幕末のあらし・西南の役』（学習研究社、物語日本史） 1967
- 『風雲 史談・明治百年のかげに』（海燕社） 1967
- 『モーリンのぼうけん』（ポプラ社、どうぶつおはなし絵本） 1967
- 『暗殺 竜馬から二・二六事件まで』（冬樹社） 1968
- 『けものの国へ ペンとカメラのアフリカ動物旅行』（毎日新聞社） 1968
- 『乃木希典』（人物往来社、近代人物叢書） 1968、のち改題『人間乃木希典』（学陽書房人物文庫）
- 『人喰鉄道』（毎日新聞社） 1968、のち旺文社文庫、講談社文庫、徳間文庫
- 『折れ牙』（講談社） 1968
- 『巨鯨の海』（講談社） 1969
- 『ギザ耳ものがたり』（学習研究社、新しい日本の童話シリーズ） 1969
- 『こよりの犬 随筆』（朝日ソノラマ、サンブックス） 1969
- 『漂流綺譚』（太平出版） 1969
- 『赤い草原』（朝日ソノラマ、サングリーンシリーズ） 1970
- 『白サル物語』（国土社、新選創作児童文学） 1970
- 『小説 新聞社カメラマン』（毎日新聞社） 1970
- 『凍原に吼える』（文芸春秋、ポケット文春） 1970、のちソノラマ文庫
- 『これが猛獣だ 写真集 = 野性の報告』（ベストセラーズ） 1971
- 『ピィヒャラ物語』（実業之日本社、ホリデー新書） 1971
- 『密猟者万次郎』（毎日新聞社） 1971
- 『イリオモテヤマネコ 原始の西表島で発見された"生きた化石動物"の謎』（自由国民社） 1972、のちランダムハウス講談社文庫
- 『夜汽車の町』（国土社、戸川幸夫創作童話集 1） 1972
- 『三里番屋』（国土社、戸川幸夫創作童話集 2） 1972
- 「すばらしい動物の世界」全5巻（朝日ソノラマ） 1972
  - 『生きるためのたたかい』
  - 『ふえるためのたたかい』
  - 『残るためのたたかい』
  - 『動物のおもしろさ』
  - 『うそとほんとの動物たち』
- 『オーロラの下で』（金の星社） 1973、のちフォア文庫 - 初出は学研『4年の学習』1971
- 『進化への航路』（新潮少年文庫） 1973
- 『ひかり北地に』（新日本出版社） 1973
- 『猛犬忠犬ただの犬 わが愛犬放浪記』（朝日ソノラマ） 1973、のち講談社文芸文庫
- 『野獣撮影』（山と渓谷社、山渓新書） 1973
- 『コムケ湖への径』（国土社） 1974
- 『とべないハクチョウ』（金の星社） 1974
- 『走れ小次郎』（金の星社） 1974
- 『氷海の挽歌』（実業之日本社） 1974
- 『動物くんこんにちは』（旺文社ジュニア図書館） 1976
- 『ほたる火の森』（徳間書店） 1976、のち文庫
- 「戸川幸夫・動物ものがたり」全15巻（金の星社） 1976 - 1980
  - 『こうやす犬ものがたり』
  - 『たかの王さま』
  - 『白いさるの神さま』
  - 『からすの王さま』
  - 『海の王のものがたり』
  - 『三里番屋のあざらし』
  - 『太郎、北へかえる』
  - 『たたかう大わし』
  - 『子ぎつねものがたり』
  - 『ほえない犬』
  - 『ぞうの王さま』
  - 『キタキツネのうた』
  - 『金毛の大ぐま』
  - 『人くいトラ』
  - 『さいごのおおかみ』
- 『動物恋愛物語 野生の青春』（佼成出版社） 1978
- 『魔王』（旺文社ジュニア図書館） 1978
- 『蒼き獅子たち』（六興出版） 1980
- 『シートン荒野をゆく』（金の星社、現代・創作児童文学） 1980
- 『虎・この孤高なるもの』（講談社） 1980
- 『シートンのかかげた灯』（旺文社創作児童文学） 1981
- 『白色山塊』（毎日新聞社） 1981、のち徳間文庫
- 『密林の裁き』（講談社） 1981
- 『アムンゼン 北極南極の探検王』（講談社火の鳥伝記文庫） 1982
- 『江戸城 物語・日本の名城』（成美堂出版） 1982、のち文庫
- 『けものみち』（有楽出版社） 1982
- 『死闘記』（毎日新聞社） 1982
- 『動物千一夜』（中央公論社） 1982
- 『王者のとりで』（金の星社） 1984
- 『サバンナに生きる』（新潮社） 1984
- 『戦場への紙碑』（オール出版） 1984
- 『マタギ 日本の伝統狩人探訪記』（クロスロード選書） 1984
- 『ヒトはなぜ助平になったか 性談動物記』（講談社） 1985、のち文庫
- 『戸川幸夫の愛犬記』（文陽社） 1986、のち改題『愛犬記』（PHP文庫）
- 『ヒトはなぜ子育てが下手か 親子動物記』（講談社） 1986、のち文庫
- 『明治の気概 日本海海戦の証言』（光人社） 1986
- 『ゴリラの山に生きる ダイアン・フォッシー物語』（金の星社、文学の扉） 1988
- 『どうぶつ白話』（毎日新聞社） 1988
- 『仇討ち遺聞』（PHP文庫） 1989
- 『戸川幸夫の動物おもしろばなし』（旺文社ジュニア・ノンフィクション） 1989
- 『虎を求めて インド野性紀行』（講談社） 1989
- 『極北に挑む 白狼物語』（潮出版社） 1990
- 『昭南島物語』（読売新聞社） 1990
- 『人と動物たちのふれあい NHKテレビ「シリーズ授業」より』（金の星社） 1990
- 『イヌ・ネコ・ネズミ 彼らはヒトとどう暮してきたか』（中公新書） 1991
- 『小説嘉納治五郎』（読売新聞社） 1991
- 『俳句動物記』（富士見書房） 1992
- 『ぼくがイヌから学んだこと』（ポプラ社、のびのび人生論） 1992
- 『人間提督山本五十六』（光人社NF文庫） 1993
- 『いぬ馬鹿』（小学館ライブラリー） 1995
- 『虎は語らず』（ランダムハウス講談社文庫） 2008
- 「戸川幸夫動物物語」（国土社） 2008 - 2009
  - 『くだけた牙』
  - 『土佐犬物語』
  - 『ノスリ物語』
  - 『秋田犬物語』
  - 『吾妻の白サル神』
  - 『荒馬物語』
  - 『ひれ王』
  - 『政じいとカワウソ』
  - 『野犬物語』
- 「太郎の冒険旅行」 - 国際情報社『こども科学館』シリーズにて連載。挿絵担当は山川惣治。

### 全集
- 『戸川幸夫動物文学全集』全10巻（冬樹社） 1965 - 1966
- 『戸川幸夫動物文学』全3巻（新潮文庫） 1968
- 『戸川幸夫動物文学選集』全6巻（主婦と生活社） 1971
- 『戸川幸夫動物文学全集』全15巻（講談社） 1976 - 1981
- 『戸川幸夫『戦争と人物』文学選』全6巻（光人社） 1977

### 共著
- 『本能のジュークボックス 動物行動学講義』（日高敏隆対談、朝日出版社、レクチャーブックス） 1979
- 『狼 シベリアの牙王』（田中光常写真、小原秀雄共著、潮出版社） 1991

## 翻訳
- 『かわうそ物語 わが友ミジビル』（G・マクスウエル、大原武夫共訳、毎日新聞社） 1963
- 『タイガー』（カイラシュ・サンカラ、櫛部ふじ共訳、講談社） 1980

## 映像化作品
- 『地の涯に生きるもの』、1960年、久松静児監督、森繁久彌主演、東宝、原作：「オホーツク老人」
- 『間諜(スパイ)中野学校、国籍のない男たち』、1964年、野口晴康監督、二谷英明主演、日活、原作：「南海の肉弾」より
- 『マカオの竜』、1965年、江崎実生監督、小林旭主演、日活、原作：「ヨコハマ」

## 論文
- 国立情報学研究所収録論文 - 国立情報学研究所